# Levenscyclusanalyse
Een levenscyclusanalyse (LCA) van een product, ook wel een wieg-tot-graf-analyse genoemd, is een methode om de totale milieubelasting te bepalen van een product gedurende de hele levenscyclus, dat wil zeggen: winning van de benodigde grondstoffen, productie, transport, gebruik en afvalverwerking.

## Geschiedenis
De levenscyclusanalyse kwam op in de jaren 80 van de 20e eeuw. In het vakgebied worden de kennis en de inzichten over de onttrekkingen van grondstoffen en de emissies door menselijke activiteiten in het milieu verzameld. En dan met name die verbonden zijn met het produceren van goederen en diensten, het gebruik en de afdanking van de grondstoffen en de gevolgen ervan. In elk stadium wordt er een inventaris gemaakt van het energie- en materiaalverbruik en wat de emissies zijn naar de omgeving. Zo worden de punten geïdentificeerd waar wel en geen verbetering op milieugebied haalbaar zijn.
In de jaren 90 van de 20e eeuw is er door de Internationale Organisatie voor Standaardisatie (ISO) een standaard voor de LCA opgesteld, de ISO 14040-serie. Momenteel wordt er via het UNEP/SETAC Life Cycle Initiative aan de definitie van een Best Available Practice gewerkt.

## Fasen in een levenscyclusanalyse
Om een levenscyclusanalyse uit te voeren, is een internationaal erkend raamwerk opgesteld. Hierin wordt de LCA-procedure gestructureerd in vier verschillende fasen:
1. In de eerste fase wordt het doel en de reikwijdte van het onderzoek in relatie tot de beoogde applicatie bepaald.
  - Het doel wordt bepaald door:
    - het vaststellen van een exacte vraagstelling,
    - de doelgroep
    - en de beoogde toepassing.

  - De reikwijdte wordt bepaald door:
    - het tijdsbestek,
    - het geografische en het technologische bereik,
    - de gebruikte analysemethode,
    - de nauwkeurigheid van het onderzoek in verhouding tot de doelstelling.
2. De tweede fase is de inventarisatiefase, waarin het productsysteem wordt gedefinieerd. Hiervoor worden de inputs vanuit en outputs naar het milieu gekwantificeerd in functionele eenheden. Hierbij kan gebruikgemaakt worden van een aantal stappen:
  - het afbakenen van systeemgrenzen,
  - het opstellen van procesbomen van eenheidsprocessen,
  - het verzamelen van gegevens voor elk proces,
  - het maken van toerekeningsstappen voor multifunctionele processen
  - het voltooien van de afsluitende berekeningen.
3. In de derde fase worden de resultaten van de inventarisatie vertaald naar termen van milieu-effecten en maatschappelijke voorkeuren. Daarbij is het belangrijk de verkregen resultaten uit fase twee zo te presenteren dat de impacts duidelijk worden. Dit kan o.a. door het normaliseren van de gegevens, waarbij alle gegevens worden gepresenteerd in dezelfde eenheden, of middels het toekennen van bijvoorbeeld wegingsfactoren.
4. In deze vierde en laatste fase worden de resultaten en aannames van de eerdere fasen geëvalueerd en worden conclusies getrokken. Ook deze fase kan weer in een aantal stappen onderscheiden worden:
  - een evaluatie van de resultaten in termen van consistentie en volledigheid,
  - een analyse van de resultaten
  - en de formulering van de conclusies en aanbevelingen van het onderzoek.

## Levenscycluskostenanalyse
Een levenscycluskostenanalyse is een methodiek die financiële afwegingen gedurende de levenscyclus mogelijk maakt. Hiertoe worden investeringskosten, beheers- en onderhoudskosten en 'sloopkosten' onderling vergelijkbaar gemaakt. Hierbij moet wel opgemerkt worden dat binnen de levenscyclusanalyse het kwantificeren van met name 'milieu-effecten' regelmatig tot discussies leidt.